# Pammenitis
Pammenitis là một chi bướm đêm thuộc phân họ Tortricinae của họ Tortricidae.

## Các loài
- Pammenitis calligrapha Diakonoff, 1988